# Roddy Darragon
Roddy Darragon (Annecy, 31 agosto 1983) è un ex fondista francese.

## Biografia
In Coppa del Mondo ha esordito il 18 gennaio 2004 a Nové Město na Moravě (30°).
In carriera prese parte a due edizioni dei Giochi olimpici invernali, Torino 2006 (2° nella sprint) e Vancouver 2010 (31° nella sprint), e a tre dei Campionati mondiali (11° nella sprint a squadre a Sapporo 2007 il miglior risultato).

## Palmarès

### Olimpiadi
- 1 medaglia:
  - 1 argento (sprint a Torino 2006)

### Coppa del Mondo
- Miglior piazzamento in classifica generale: 45º nel 2005

#### Coppa del Mondo - competizioni intermedie
- 1 podio di tappa:
  - 1 terzo posto